# So Young-en
So Yeong-eun (hangeul : 서영은) est une auteure sud-coréenne née en 1943.

## Biographie
Seo Yeong-eun est née à Gangneung, dans la province de Gangwon-do. Elle est diplômée de l'école de la formation des enseignants Gangneung en 1961 et entre à l'université Konkuk en 1963 pour étudier la littérature et la langue anglaises. Elle quitte pourtant l'université dès 1965. En 1968, sa nouvelle intitulée Pont (Gyo) fut acceptée pour être publiée dans la revue Sasanggye. L'année suivante,  sa nouvelle Moi et moi (Nawa na) fut publiée dans la revue littéraire mensuelle Munhak Wolgan. Elle a également travaillé comme éditrice pour la revue Munhaksasang et comme critique littérature pour la revue Hanguk Munhak, sous la direction de Lee Mun-ku.

## Œuvre
Les œuvres de Seo Yeong-eun font preuve d'un nihilisme profond et délivrent un sentiment d'aliénation expérimenté par les « âmes pures. » La plupart de ses personnages sont des gens ordinaires qui aspirent aux mêmes choses et s'efforcent de mener une vie spirituelle élevée tout en luttant contre l'absurdité d'un quotidien parfois pénible. Dans Comment traverser un désert (Samageul geonneoganeun beop, 1975), elle présente la psychologie d'un homme qui s'efforce de surmonter les souvenirs douloureux de la guerre du Vietnam et qui doit affronter le retour à la vie normale.  Cette sorte de double identité, ce tiraillement, est exprimé à travers la relation du personnage principal avec un autre homme qui vit dans son propre monde imaginaire. Dans La Plume d'or (Hwanggeum gitteol, 1980), elle raconte l'histoire d'un poète arrivé à l'âge adulte qui se rend compte que tous ses efforts pour devenir un grand écrivain sont vains. Face à cette médiocrité, il comprend que son idéal n'est qu'une utopie irréalisable. Dans le même temps, il refuse de se résigner et de jeter la « plume d'or » désormais inutile, refusant tout compromis avec la réalité. L'opposition entre réalité et idéal inaccessible est aussi le thème de son roman Les Gens de la résidence officielle (Gwansa saramdeul), qui montre la manière dont les règles et les habitudes de la vie quotidienne peuvent entacher la pureté d'un âme. À l'inverse, sa nouvelle C'est toi le chat ! (Sullaeya sullaeya, 1980) met en scène une femme qui s'échappe avec succès de la tyrannie de la routine. Dans Mon cher amour éloigné (Meon geudae, 1983), peut-être son œuvre la plus connue, la beauté spirituelle et la perfection sont incarnées par une femme en apparence misérable souffrant en silence et qui finit par s'élever au-dessus de la réalité oppressante et injuste pour atteindre la paix intérieure. La Plume d'or dans le roman du même nom (Hwanggeum git-teol), le chameau dans Mon cher amour éloigné (Meon geudae) et le papillon dans Les Gens de la résidence officielle (Gwansa saramdeul) symbolisent l'importance  dans ces récits de la notion de nihilisme, notion traitée de manière positive, en ce sens qu'elle est un moyen d'accéder à un niveau de spiritualité absolue.